# Referendum konstytucyjne w Tuvalu w 2008 roku
Referendum konstytucyjne w Tuvalu w 2008 odbyło się 30 kwietnia. Głosowanie dotyczyło zmiany ustroju kraju z monarchii (głową Tuvalu pozostaje królowa Wielkiej Brytanii Elżbieta II) na rzecz republiki. Zgodnie z projektem, prezydent kraju miałby być wybierany przez parlament Tuvalu.
Referendum zakończyło się utrzymaniem dotychczasowego ustroju. 1260 (64,98%) obywateli zagłosowało za pozostawieniem monarchii, a 679 (35,02%) oddało głos za republiką. Frekwencja była niska –- zagłosowało około 21,5% uprawnionych obywateli (1939 osób). Dla porównania w wyborach parlamentarnych w 2006 roku oddano 8501 głosów.